# نيكون دي 40
نيكون دي 40 (بالإنجليزية: Nikon D40)‏ كاميرا احترافية من إنتاج شركة نيكون 6.1 ميجا بيكسل وقد طرحت في السوق في نوفمبر 2006

## الصور

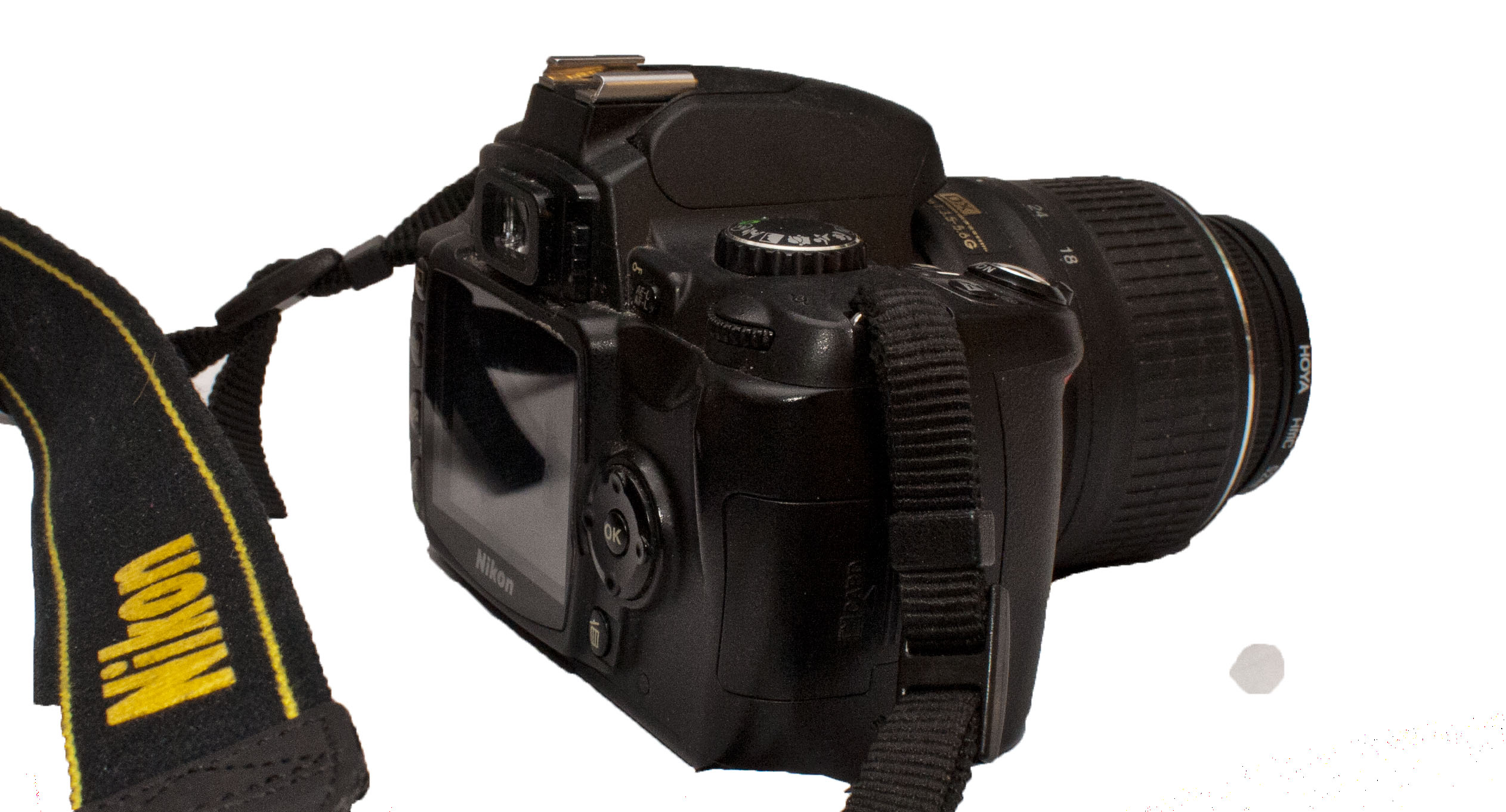
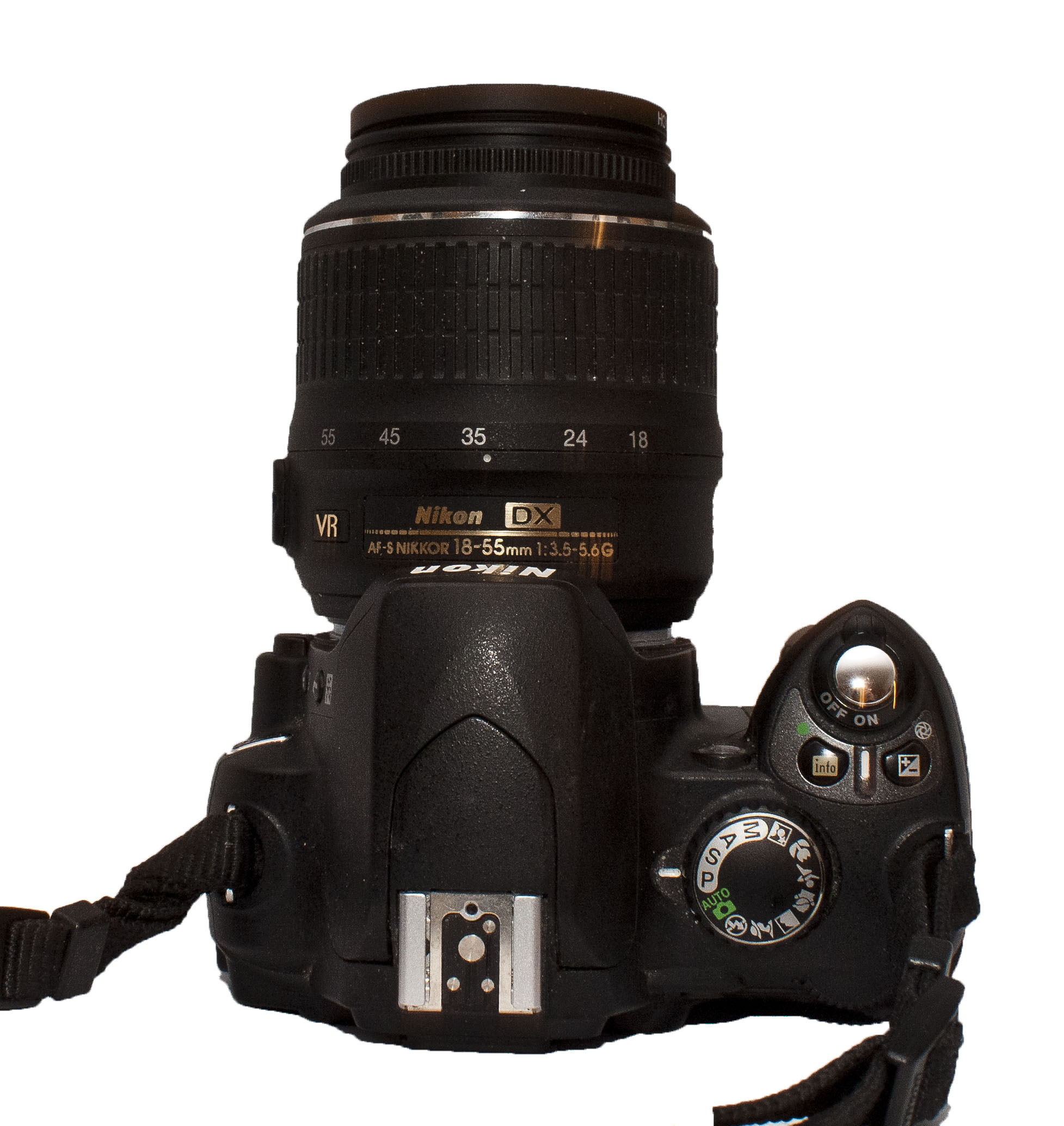
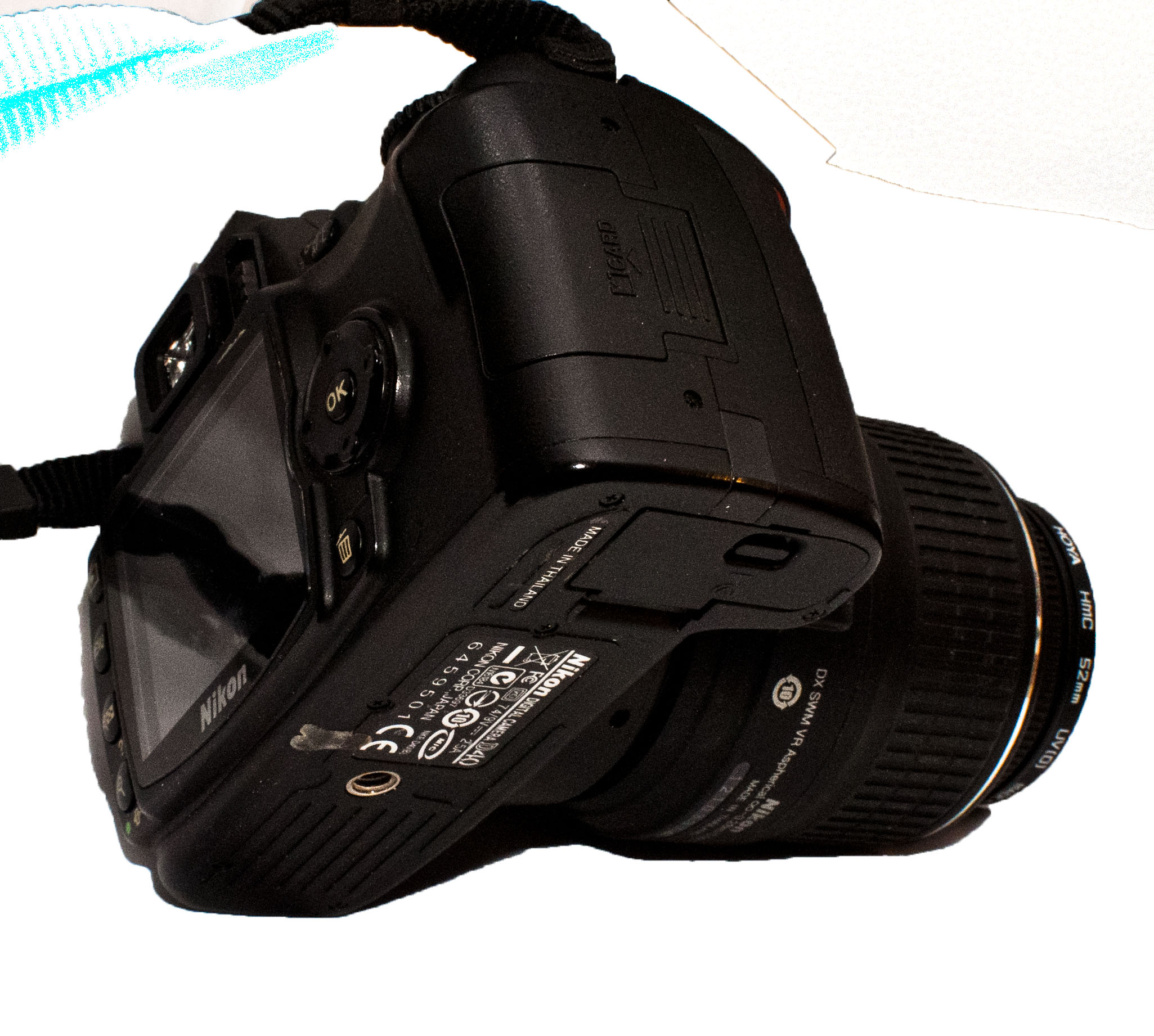
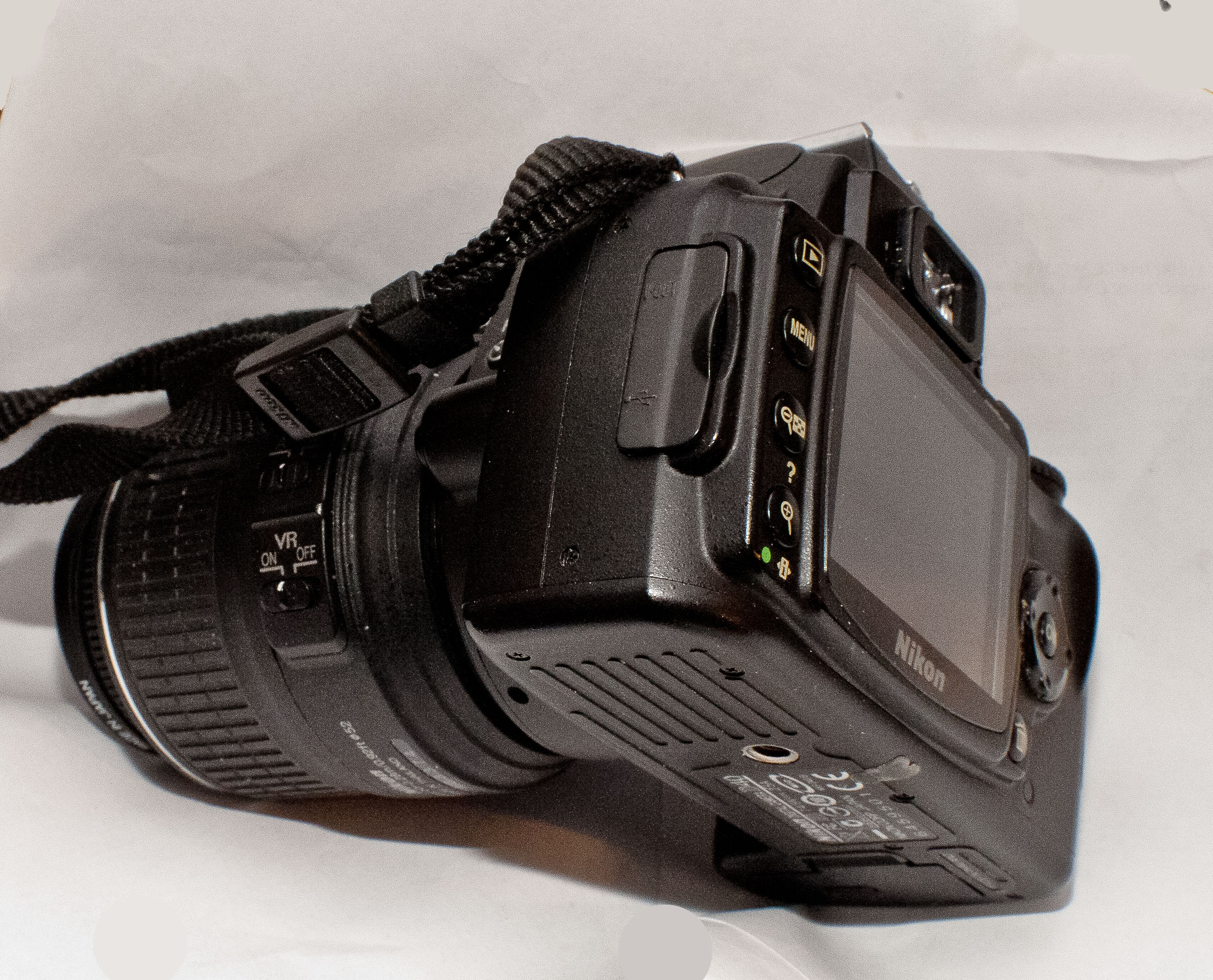
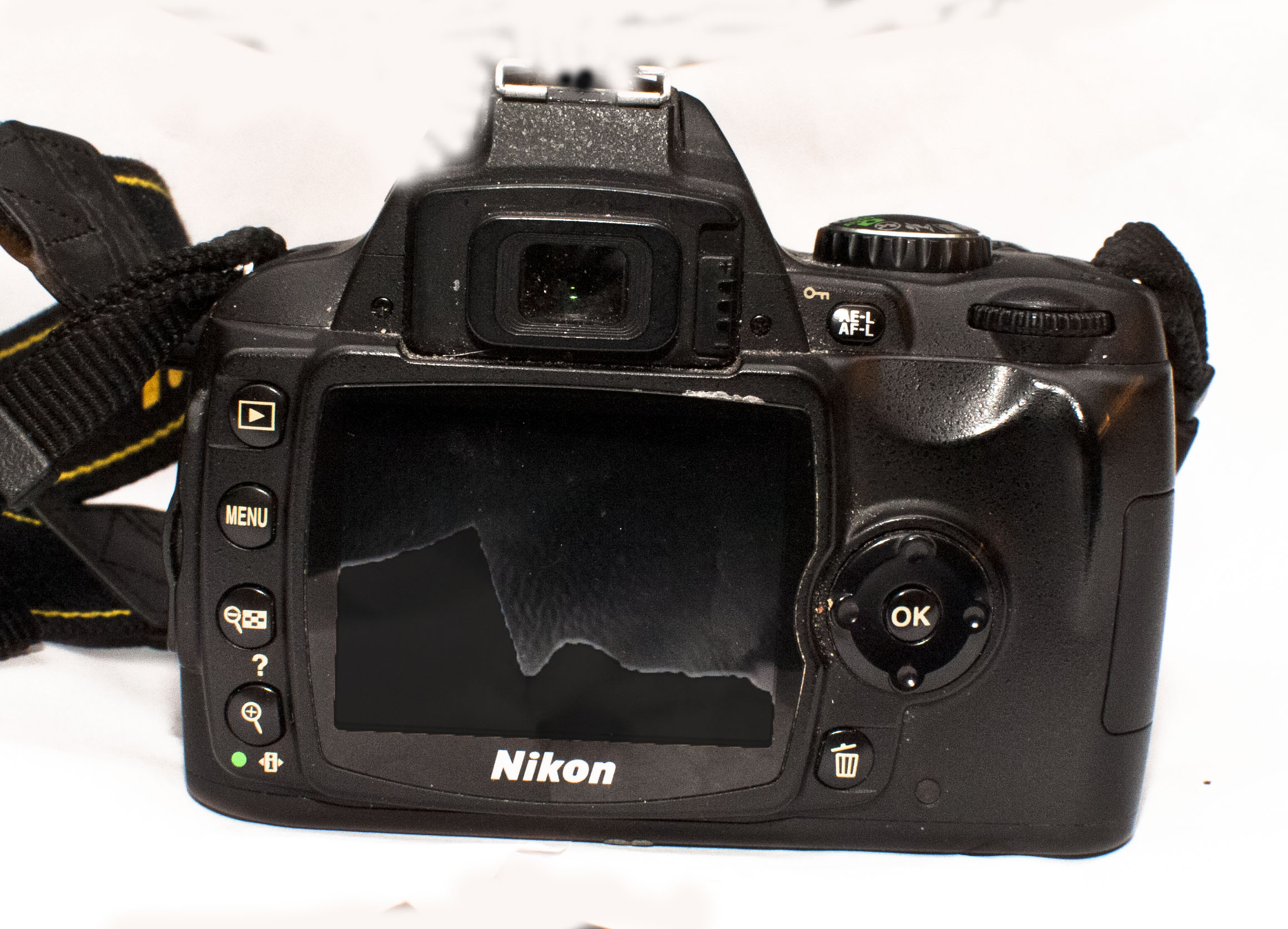

1. ↑  "Nikon D40". Products Line Up. Nikon Corporation. مؤرشف من الأصل في 2008-03-06.
2. ↑  "Nikon D40 Specifications". Ken Rockwell. مؤرشف من الأصل في 2018-03-22. اطلع عليه بتاريخ 2012-12-18.
3. ↑  "AF-S DX Zoom-Nikkor 18-55mm f/3.5-5.6G ED II". Nikon Americas. مؤرشف من الأصل في 2019-05-05.